# Agencja Wydawnicza Runa
Agencja Wydawnicza Runa – wydawnictwo literackie zajmujące się głównie publikacją polskiej fantastyki (science fiction, fantasy, horror).
Wydawnictwo zostało założone przez Paulinę Braiter-Ziemkiewicz, Annę Brzezińską i Edytę Szulc w marcu 2002 roku w Warszawie, następnie prowadzone przez Annę Brzezińską i Edytę Szulc.
Od października 2002 roku publikowało książki zarówno uznanych polskich autorów, jak i debiutantów. W 2009 roku wydawnictwo opublikowało swój pierwszy przekład – powieść Chorwata Zorana Krušvara Wykonawcy Bożego Zamysłu.
Z działalnością wydawniczą Runa łączyła promocję literatury spod znaku fantastyki, organizując między innymi Ars Fantastica w ramach majowych Międzynarodowych Targów Książki w Warszawie.

## Autorzy, którzy pierwsze książki wydali w Runie
- Maciej Guzek
- Aleksandra Janusz
- Mariusz Kaszyński
- Maja Lidia Kossakowska
- Michał Krzywicki
- Marcin Mortka
- Magda Parus
- Romuald Pawlak
- Krzysztof Piskorski
- Wawrzyniec Podrzucki
- Magdalena Salik
- Michał Studniarek
- Iwona Surmik
- Wit Szostak
- Tomasz Pacyński